# Гончар Іван Васильович
Іван Васильович Гончар (народився 27 грудня 1925 в місті Носівці — помер 29 квітня 2019, за іншими даними 30 квітня) — педагог, учасник Німецько-радянської війни, орденоносець, директор Носівської середньої школи № 1 (1967—1980).

## Життєпис
27 вересня 1943 року був призваний до Радянської Армії. Пройшов курси зв'язківців, воював у 3-й гвардійській винищувально-протитанковій бригаді РГК 280-ї гвардійської, орденів Богдана Хмельницького та Михайла Кутузова дивізії на I-му Білоруському фронті.
Брав участь у боях під Брестом, на Кюстринському плацдармі, форсував Одер і закінчив війну в Берліні у званні молодшого лейтенанта. Був радіомайстром полку.
В 1945—1947 залишався в армії, навчаючи молодих солдатів. Демобілізувався у 1947 р. навчався в Київському технікумі цивільного будівництва, а потім закінчив Ніжинський педагогічний інститут і став працювати вчителем математики і креслення в Носівській середній школі № 1.
В 1967—1980 — директор Носівської середньої школи № 1 .

## Відзнаки
Нагороджений:
- орденом Вітчизняної війни,
- орденом Червоної Зірки,
- двома медалями «За відвагу»,
- медалями «За визволення Варшави», «За взяття Берліна», «За перемогу над Німеччиною у Великій Вітчизняній війні 1941—1945 рр.» і низкою ювілейних медалей.